# Diversidoris
Diversidoris es un género de moluscos nudibranquios de la familia Chromodorididae (babosas de mar).

## Diversidad
El género Diversidoris incluye cuatro especies descritas:
- Diversidoris aurantionodulosa Rudman, 1987
- Diversidoris crocea (Rudman, 1986)
- Diversidoris flava (Eliot, 1904)
- Diversidoris sulphurea (Rudman, 1986)